# Сачук Раїса Павлівна
Раїса Павлівна Сачук (1936, село Березовичі, тепер Володимирського району Волинської області) — українська радянська діячка, новатор сільськогосподарського виробництва, телятниця колгоспу «Комсомолець» Володимир-Волинського району Волинської області. Депутат Верховної Ради УРСР 6-го скликання.

## Біографія
Народилася в селянській родині. Закінчила сільську школу. Член ВЛКСМ.
З 1950-х років — телятниця колгоспу «Комсомолець» села Березовичі Володимир-Волинського району Волинської області. Досягала значних виробничих успіхів у відгодівлі телят та бичків.